# Iberia (Film)
Iberia ist ein von der Musik des gleichnamigen Klavierzyklus des spanischen Komponisten Isaac Albéniz inspirierter Tanzfilm von Carlos Saura aus dem Jahr 2005, in dem der Regisseur – wie bereits zuvor in Sevillanas (1992) und Flamenco (1995) – mit dem Musiker Manolo Sanlúcar und anderen namhaften Flamencokünstlern zusammenarbeitete.

## Rezensionen
Das Magazin Filmdienst beschrieb Sauras Film im Überblick zu einer Filmkritik von Wolfgang Hamdorf wie folgt: „Eine von Isaac Albéniz’ gleichnamiger Suite inspirierte musikalische Reise durch unterschiedliche Regionen Spaniens ohne Anspruch auf ethnische Authentizität, die vom Wechsel visueller und musikalischer Rhythmen lebt, scheinbar Unverbindbares verbindet und ein vielschichtiges Porträt spanischer Identität vermittelt. Die Stilisierung der einzelnen Regionen funktioniert durch die hervorragende Bildgestaltung, das Spiel mit Spiegeln, Farben, Licht und Schatten, vor allem aber durch Tanz und Musik, wobei Carlos Saura die großen Meister des Flamenco zusammenbringt.“

## Auszeichnungen
2006 erhielt der Film bei den Goya Awards eine Auszeichnung für die Beste Kamera sowie Nominierungen für die Beste Dokumentation und den Besten Schnitt.